# Alrunesläktet
Alrunesläktet (Mandragora) är ett släkte i familjen potatisväxter med fyra arter i Europa och sydvästra Asien. Alruna (M. officinarum) är en känd medicinalväxt.
Släktet består av fleråriga örter, med kraftiga vertikala rötter. Stjälkarna är korta och ibland grenade. Bladen är nästan skaftlösa och bildar en basalrosett, bladskivorna är enkla, buktande eller tandade, ofta med vågig kant, ibland är bladen tillbakabildade. Blommorna sitter i bladvecken och blomstjälk saknas. Själva blommorna är radiärsymmetriska, femtaliga. Blomskaftet är ibland förlängt. Foderbladen sitter utbrett eller klocklikt, djupt flikigt. Kronan klocklik och flikig. Frukten är ett bär, som kan vara gult till orange.